# موناد (غنوصية)
الموناد في غنوصية هو تعديل لمفاهيم الموناد في الفلسفة الإغريقية لما يتناسب مع المعتقدات المسيحية الغنوصية.

## نبذة
يأتي مصطلح «موناد» من الاسم المؤنث اليوناني «موناس» الذي يعني «وحدة واحدة». اتخذت بعض الأنظمة الغنوصية، مصطلح موناد لوصف الكائن الأسمى الواحد المُطلق الكامل عبر الأيون [الإنجليزية] والمتواجد قبل البداية، الآب الأول الذي لا يوفيّه وصف.
علّم مسيحيون غنوصيون أوائل مثل فالانتينوس الغنوصي أتباعهم بأن الموناد هو مصدر النور في الكون الروحاني الذي تنبعث منه القوى الإلهية، ومنه تفيض كيانات وعوالم إلهية مختلفة منبعثة من الواحد تتدرّج هرميًّا كلما اقتربت روابطها بالآب. يبلغ عدد تلك الكيانات التي فاضت عن الآب ثلاثين (أو 365 بحسب معتقد بازيليد) تُدعى الأيونات منهم يسوع (المقيم بالقرب من الآب) وأدناهم الحكمة صوفيا التي أدّى سقوطها إلى خلق العالم المادي.
وفقًا لكتاب ثيودوريطس عن الهرطقات، استخدم العربي المسيحي مونويموس (حوالي 150–210م) مصطلح "موناد" للإشارة للإله الأعلى الذي خلق آلهة أو عناصر أقل كالأيون. في بعض أشكال الغنوصية المسيحية، خاصة تلك المشتقة من معتقدات فالانتينوس الغنوصي، كان لمعبود أقل يُعرف باسم ديميرج دورًا في خلق العالم المادي المنفصل عن الموناد. في هذه الأشكال من الغنوصية، غالبًا ما يُعتبر إله العهد القديم يهوه هو الديميرج، وليس الموناد، أو في بعض الأحيان يتم تفسير مقاطع مختلفة على أنها تشير إلى كل منهما.
في أبوكريفون يوحنا المكتوب ق. 180، يعطي الوصف التالي:

## خلفية تاريخية
وفقًا لما ذكره هيبوليتوس الرومي، أن فكرة الموناد متأثرة بالفيثاغورية، حيث كان الموجود الأول هو الجوهر الفرد (الموناد) الذي أوجد الدياد الذي أوجد الأعداد التي أوجدت النقاط التي نشأت عنها الخطوط المستقيمة، وهكذا. الفيثاغورسيون والأفلاطونيون أمثال أفلوطين وفرفوريوس الصوري رفضوا فكرة المعرفة الصوفية التي ستتميز بها الأنظمة الغنوصية في تعاملها مع الموناد أو الواحد فيما بعد.
كان هناك اعتقاد ظل لفترة طويلة بأن شابًا يُدعى إبيفانيس، توفي عن عمر يناهز 17 عامًا، كان زعيمًا للغنوصية المونادية. ومع ذلك، يعتقد العلماء أن هذا الاعتقاد ربما جاءت من سوء فهم للكلمة اليونانية "إبيفانيس" والتي ربما تم الخلط بينها وبين كونه اسم الشخص إذا ظهرت تلك الكلمة في النص، بينما في الواقع هذه الكلمة اليونانية تعني "متميز".